# Torsten Århem
Sven Torsten Olov Århem, född 27 april 1917 i Kristinehamn, Värmlands län, död 14 juni 1994 i Uppsala domkyrkoförsamling, Uppsala, var en svensk grafiker, teckningslärare, författare och reklamkonstnär.
Han var son till Fritz Edvard Andersson och Maria Cecilia Bäckström och från 1945 gift med läraren Gun-Britt Elisabet Almén (1920–1979).
Århem studerade vid en reklamskola i Stockholm med kvällsstudier i måleri för Otte Sköld, samt en Fil. kand i konstvetenskap, litteraturvetenskap, estetik och lärdomshistoria samt doktorand i konstvetenskap. Han arbetade som reklamtecknare 1939–1950 och därefter som teckningslärare. Han har bedrivit konststudier på egen hand under resor till bland annat Tyskland, Frankrike, Nederländerna och Italien. Han har ställt ut tillsammans med Lennart Berglund i Umeå 1960. Tillsammans med Gunborg och Yngve Kernell i Innsbruck 1965 samt tillsammans med Johnny Mattsson i Halmstad 1966. Han har även medverkat i samlingsutställningarna Unga tecknare på Nationalmuseum, Kopparhatten i Umeå, Zentrum 107 i Innsbruck, Hallands museum och på Värmlands museum.
Han var sedan mitten av 1950-talet flitigt anlitad bokillustratör och har bland annat illustrerat Gerdt von Bassewitz Lille Petters resa till månen 1955, Jacint Verdaguers Ars fumandi eller om konsten att röka en pipa 1957, Paul Lacroix En trollkarl i Paris 1962, Samuel Taylor Coleridges Sången om den gamle sjömannen  samt Susanna Vadnias Sägnens Rom 1960.
Han tilldelades Sällskapet Bokvännernas stipendium 1959 och Sveriges författarfonds bokillustratörsstipendium 1959, Sveriges författarfond 1973 samt ett 5-årigt Statligt arbetsstipendium.
Som tecknare medverkade han i Folket i bild, Vi och Bokvännen.  Hans konst består huvudsakligen av teckningar i tusch eller trägrafik.
Makarna Århem är gravsatta på Uppsala gamla kyrkogård.